# Nicolas-Claude Girardin
Nicolas-Claude Girardin est un architecte français né à Paris vers 1749 et mort en septembre 1786. Collaborateur d'Étienne-Louis Boullée, il devint l'architecte attitré du financier Nicolas Beaujon et construisit pour lui la Folie Beaujon (1781-1782), la chapelle Saint-Nicolas-du-Roule et l'Hospice Beaujon (1784). Ce dernier bâtiment a subsisté, très largement préservé, rue du Faubourg-Saint-Honoré à Paris, tout comme le château des Boulayes qu'il construisit en 1785 à Châtres (Seine-et-Marne) pour Claude Bélanger, colonel des Gardes du corps.

## Biographie
D'une famille de charpentiers parisiens, Girardin étudia à l'Académie royale d'architecture sous le patronage du mathématicien Antoine-René Mauduit et de l'architecte Michel-Barthélemy Hazon. Il remporta des prix d'émulation en septembre 1770 (« une fontaine, rue Saint-Honoré, visible des Quatre-Nations à travers la Cour carrée du Louvre ») et en juillet 1771 (« une chapelle baptismale »). Il remporta le troisième prix au concours du Prix de Rome en 1772 (« un palais pour un prince du sang », projet conservé) et monta une dernière fois en loge, mais sans obtenir de prix, en 1776.
Il entra dans l'agence d'Étienne-Louis Boullée, vers 1773, au moment où cet architecte construisait l'hôtel de Brunoy et travaillait pour le financier Nicolas Beaujon, au château d'Issy et au Palais de l'Élysée. Un biographe anonyme de Boullée dit que Girardin, devenu son chef d'agence, lui faisait honneur par « son habileté, ses mœurs et sa candeur ».

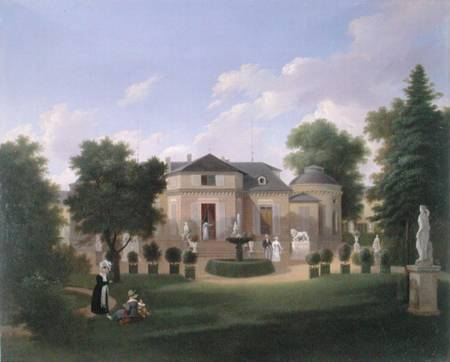
La Chartreuse Beaujon, 1783. Vue vers 1830, le pavillon ayant alors été quelque peu transformé.

Comme Beaujon ne payait pas Boullée, il y eut un procès en 1778 au terme duquel Boullée se retira en faveur de son collaborateur Girardin. Ce fut lui qui acheva le luxueux pavillon de la chartreuse Beaujon qui se trouvait à peu près au croisement des actuelles rue Beaujon et rue Balzac à Paris. Luc-Vincent Thiéry, qui décrit en 1787 la chartreuse telle que Girardin l'a construite dans son Guide des amateurs et des étrangers voyageurs à Paris, conclut qu'« une pareille distribution dans un si petit espace est une preuve du talent de M. Girardin, architecte de M. de Beaujon ».

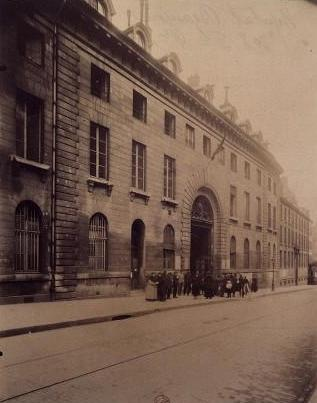
L'hôpital (ex-hospice) Beaujon, Paris, 1784. Photographie d'Eugène Atget, 1906. Paris, Bibliothèque nationale de France.

Pour Nicolas Beaujon, Girardin aménagea, entre 1781 et 1783, le parc de l'hôtel d'Évreux (actuel Palais de l'Élysée), en bordure de l'avenue des Champs-Élysées.
Il construisit également l’Hospice Beaujon, fondé en 1784, dans le quartier du Faubourg du Roule, et qui a été conservé sans trop d'altérations au n° 208, rue du Faubourg-Saint-Honoré. « Le bâtiment, dit Michel Gallet, fut admiré dès sa construction pour sa solidité, sa belle ordonnance et sa commodité. Sur la rue, le portail cintré, l'entablement à consoles, les bossages rustiques confèrent à l'élévation un caractère de force et d'austérité qui rappelle le Quattrocento florentin. [...] À la fin du XVIIIe siècle, Tenon, Camus et divers théoriciens de l'architecture hospitalière ont décrit l'hospice Beaujon comme une réalisation exemplaire. »
Toujours pour Beaujon, Girardin construisit, dans l'emprise de la Folie Beaujon, la chapelle Saint-Nicolas-du-Roule, dont l'entrée se trouvait située 59, rue du Faubourg-du-Roule, à peu près à l'angle de la rue Balzac et de la rue du Faubourg-Saint-Honoré, et que le financier avait fondée pour être une succursale de Saint-Philippe-du-Roule et recevoir sa sépulture. Cette réalisation fut très admirée par les contemporains.
À Paris, pour le financier génois Octave-Pie Giambone, Girardin construisit entre 1777 et 1779 l'immeuble rue de Bondy connu aujourd'hui sous le nom d’hôtel de Rosanbo.

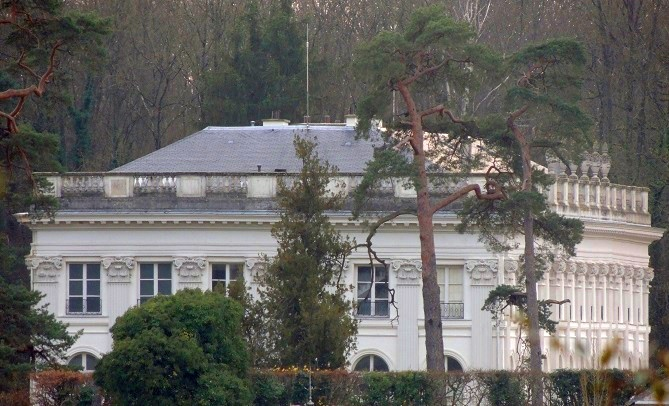
Château des Boulayes.

Pour le gendre de Giambone, Claude Bélanger, colonel des Gardes du corps, l'un des chevaliers servants de Mme du Barry, il construisit rapidement, de juillet à décembre 1785, le château des Boulayes près de Tournan-en-Brie, inspiré de l'hôtel de Thun construit par Boullée à la Chaussée d'Antin.
En novembre 1780, Girardin fit approuver par Louis XVI et la famille royale sa maquette pour la décoration intérieure de la collégiale Saint-Martin de Tours. Les travaux furent entrepris, mais l'église a été détruite sous la Révolution et reconstruite au XIXe siècle par Victor Laloux.
Au Plessis-Piquet, il construisit une chapelle pour Bernard Dufresne, intendant général de la Marine et des Colonies puis conseiller d'État et directeur général du Trésor public.
Girardin travaillait près de Villemomble pour Charles Claude Alexandre Taillepied de La Garenne (1750-1800), secrétaire des commandements du comte de Provence puis introducteur des ambassadeurs, d'une famille de financiers, lorsqu'il mourut prématurément en septembre 1786, trois mois seulement avant son commanditaire Beaujon.
À la mort de Claude Baccarit en 1785, Girardin fut proposé pour lui succéder comme architecte de la Grande Écurie, mais en raison de sa mort prématurée, ce fut Labrière qui recueillit en définitive la charge en 1786.

## Principales réalisations
- Hôtel de Rosanbo, 62-64, rue René-Boulanger, 1777-1779, pour le financier génois Octave-Pie Giambone.
- Chartreuse Beaujon, située entre les rues actuelles du Faubourg Saint-Honoré, Wagram, Washington et Champs Élysées, 1781-1782, détruite : Pavillon d'habitation dit « chartreuse», en briques de style hollandais, avec jeux de miroirs et chambre au décor aérien, construit pour le financier Nicolas Beaujon.
- Hospice Beaujon, 208, rue du Faubourg-Saint-Honoré, Paris, 1784.
- Chapelle Saint-Nicolas-du-Roule, 59, rue du Faubourg-du-Roule (correspondant à peu près à l'angle de la rue Balzac et de la rue du Faubourg-Saint-Honoré), détruite : La chapelle était pourvue d'une courte nef, surmontée d'une voûte à caissons éclairée par une lanterne carrée, ornée de deux rangées de colonnes doriques isolées formant galeries latérales dont les murs étaient garnis de niches au-dessus d'un stylobate. Elle comportait un chœur circulaire couvert d'une coupole à caissons et orné d'un péristyle décoré d'un ordre ionique. L'autel, également de forme circulaire, était placé au centre du chœur. Une tribune faisait communiquer l'appartement des bains avec la chapelle qui s'ouvrait sur le faubourg du Roule par une façade sommée d'un large fronton et percée d'un portail à colonnes. Cette réalisation fut très admirée par les contemporains mais, curieusement, il n'en existe que fort peu de représentations[5]. Jacques-Guillaume Legrand et Charles Paul Landon dans leur Description de Paris et de ses édifices donnent seuls une vue de la façade, et ne tarissent pas d'éloges sur l'édifice qu'ils jugent « un des triomphes du bon goût » et placent « au nombre des plus agréables productions de notre architecture »[6]. Ils observent que : « Girardin eut le bonheur d'exécuter des premiers et dans le même projet deux pensées prises de l'antique, une basilique et un temple rond périptère ; pensées dont tous les jeunes architectes s'efforçaient alors de remplir leur portefeuille pour opposer ces études au style maniéré des Mansard (sic), que le professeur Blondel vantait beaucoup dans ses leçons. »[7]
- Château des Boulayes, Châtres (Seine-et-Marne), 1785 : Logis rectangulaire à deux niveaux couvert à la Philibert Delorme, avant-corps central en très léger ressaut originellement surmonté d'un fronton, vaste cour d'honneur, la longue façade est rythmée par un ordre colossal corinthien, encadrant les baies en plein cintre du rez-de-chaussée et celles, rectangulaires, du premier étage.

### Sources
- Michel Gallet, Les Architectes parisiens du XVIIIe siècle : Dictionnaire biographique et critique, Paris, Éditions Mengès, 1995, 493 p. (ISBN 2-85620-370-1)